# München (Bad Berka)
München ist ein Ortsteil der Stadt Bad Berka im Landkreis Weimarer Land in Thüringen mit 97 Einwohnern.

## Geografie
München liegt westlich von Bad Berka an der nördlichen Seite der Landesstraße 3087 in einem kleinen Nebental Ilm-aufwärts Richtung Tonndorf. Beiderseitig sind die anschließenden Hänge und Anhöhen bewaldet. Die Ilm fließt am Fuß der Südhänge gen Bad Berka.

## Geschichte
Der Ortsteil München wurde 1115 erstmals urkundlich als ad monachos (zu den Mönchen) genannt. Die erwähnte Mönchszelle gehörte ursprünglich zum Peterskloster in Erfurt und ging später an das Kloster Berka über. Im 13. Jahrhundert wurde München als wüst bezeichnet. Das später dort errichtete Gut kam 1608 in landesherrlichen Besitz. Als Dorf München mit einem Erblehngut, 18 Einwohnern und vier Häusern fand es 1823 Erwähnung. 1836 erfolgte die Eingliederung von München nach Bad Berka.  1956 war München laut Gemeindeverzeichnis DDR ein Ortsteil der Gemeinde Bad Berka (Territorialer Grundschlüssel 091306).
Am 10. Oktober 1898 eröffnete auf dem Emskopf oberhalb von München die Sophienheilstätte für lungenkranke Männer, bis 1994 eine Abteilung der Zentralklinik Bad Berka. Die früheren Gutsgebäude sind inzwischen saniert.

### Jagdschloss

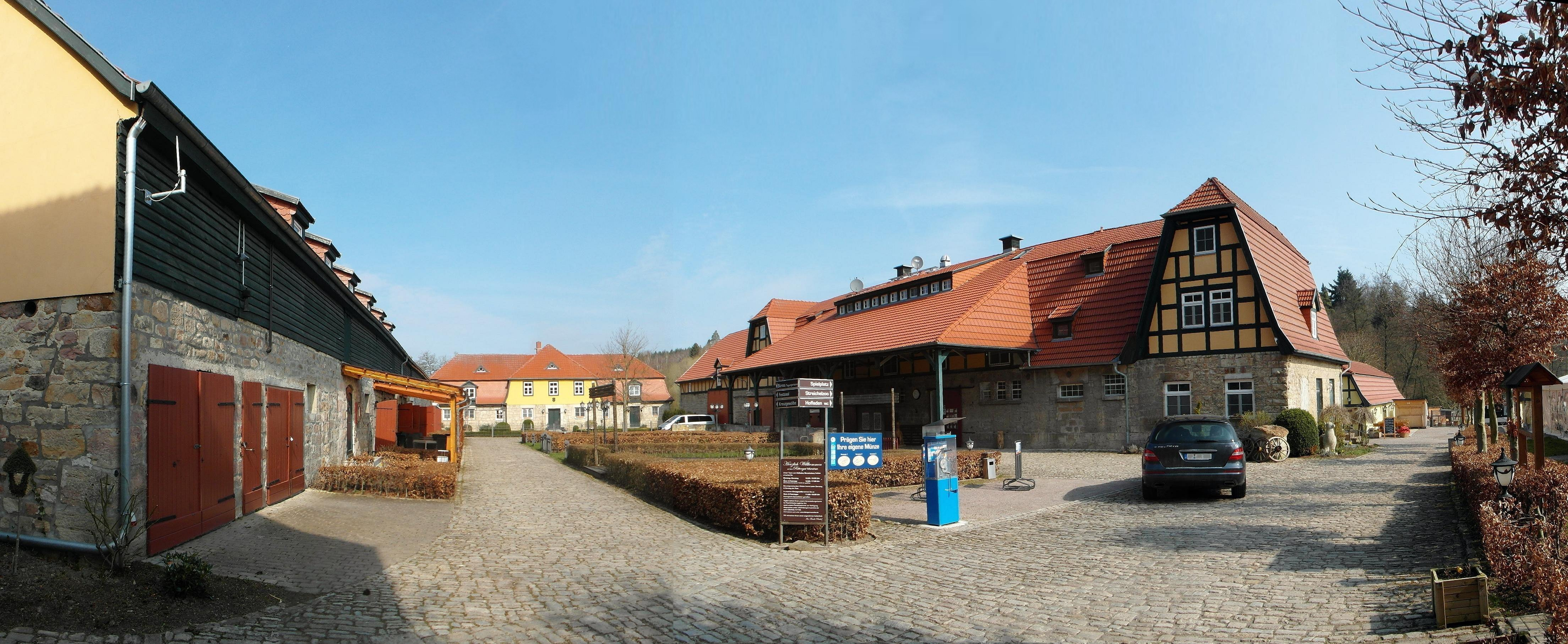
Rittergut München

Im Umland des Ortes stand das Jagdschloss des Herzogshauses Weimar, welches Johann Adolph Richter 1719 entwarf. Herzog Ernst August I. wurde Mitregent seines Onkels Wilhelm Ernst (Sachsen-Weimar). Er fand Interesse an München wegen des Jagdsitzes der Weimarer Herzöge. Seit 1709 weilte er regelmäßig im Jagdhaus und begann mit dem Bau von Vogelhäusern und ließ eine Allee anlegen. Auch das Grüne Schlösschen wurde gebaut. Im Baumgarten wurden Lusthäuser errichtet. 1716/17 wurde ein Kanal von der Ilm zum Lustgarten gelegt. 1720 war das Fasanenhaus im neuen Garten errichtet. Der Garten wurde 1723 vollendet. Gleich danach verlagerte sich sein Interesse zum Lustschloss Belvedere, wohin 1724 die Fasanerie verlegt wurde. Nach seinem Tod 1748 waren die Anlagen in kurzer Zeit abgewirtschaftet, so dass der Abriss beschlossen wurde. Das Kammergut überlebte die Zeit und zeigt sich (2012) als Rittergut München in gut restauriertem Zustand, mit Gastwirtschaft, Hofladen, Pension und Streichelzoo.

### Sophienheilstätte

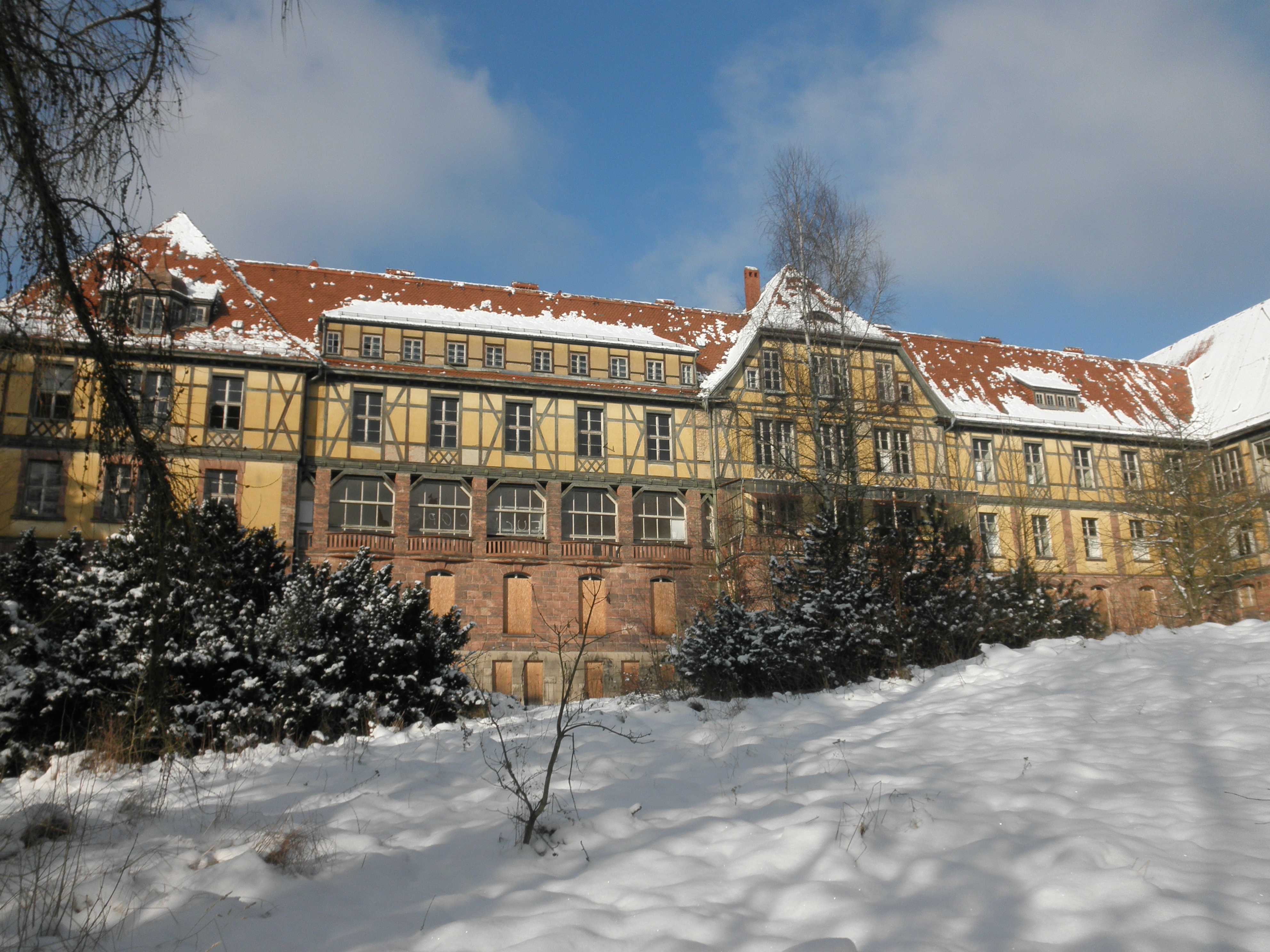
Frühere Sophienheilstätte (2012)

Über dem Ilmtal wurde 1898 mit Unterstützung der Großherzoglichen Familie in Weimar die damals vorbildliche Sophienheilstätte für Schwindsüchtige errichtet. Sie wurde in den 1930er Jahren unter ihrem Chefarzt Adolf Tegtmeier modernisiert. Dieser konnte 1945 die geplante Umwandlung in ein sowjetisches Seuchenlazarett abwenden. Nach dem Bau des Zentralklinikums auf der Hardt diente die Sophienklinik als dessen Abteilung für Urologie und Orthopädie. Seit 1994 ist das architektonisch wertvolle Gebäude offenbar dem Verfall preisgegeben. Im Januar 2015 wurde es von einem örtlichen Investor übernommen. Das neue Nutzungskonzept sieht umfangreiche Sanierungs- und Ausbaumaßnahmen des Gebäudes in ein Heim für altersgerechtes Wohnen vor. Im Dezember 2015 sind keine Aktivitäten erkennbar, vielmehr bietet sich das Bild fortschreitenden Verfalls. Eine der beiden letzten ehemaligen Liegehallen ist abgebrannt.

### Ortsteil
München wurde am 21. Dezember 2018 achter Ortsteil von Bad Berka. Mit der Kommunalwahl am 26. Mai 2019 erhielt München einen Ortsteilrat und eine Ortsteilbürgermeisterin.

## Verkehr

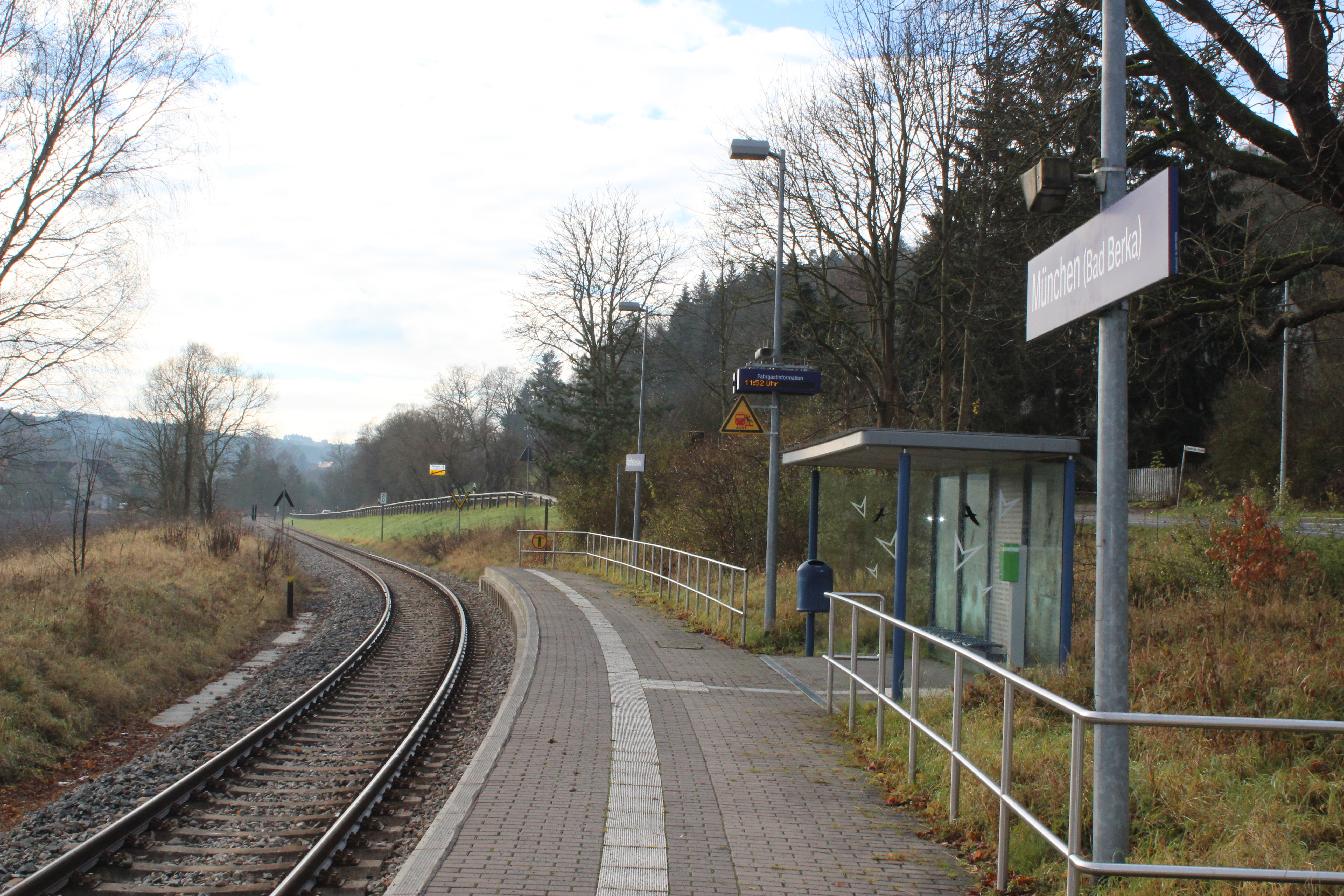
Haltepunkt München (2017)

München liegt an der Landesstraße 3087 Ilmenau–Bad Berka, einem früheren Teilstück der B 87. Der Ort verfügt über einen Bahnhaltepunkt an der Ilmtalbahn und wird im Stundentakt von der Linie RB 26 der Erfurter Bahn bedient. Der nächstgelegene Haltepunkt in Richtung Kranichfeld ist Tannroda. In Richtung Weimar befindet sich als Nächstes der Bahnhof Bad Berka an der Strecke.